# Cantonul Zadar
Cantonul Zadar este una dintre cele 21 unități administrativ-teritoriale de gradul I  ale Croației. Are o populație de 162.045 locuitori (2001). Reședința sa este orașul Zadar. Cuprinde 6 orașe și 28 comune.